# Wulfhere của Mercia
Wulfhere hoặc Wulfar (mất 675) là vua của Mercia từ năm 658 đến 675. Ông là vị vua đầu tiên của tất cả các Kitô hữu của Mercia, mặc dù người ta không biết đến từ khi nào và ông đã cải đạo từ Anglo-Saxon ngoại giáo. Thời kỳ trị vì của ông đánh dấu sự kết thúc của thời kỳ thống trị của Oswiu của Northumbria đối với miền Nam nước Anh, và Wulfhere mở rộng ảnh hưởng của mình trên phần lớn khu vực đó. Các chiến dịch của ông chống lại các Tây Saxons dẫn đến việc kiểm soát buôn đối với nhiều thung lũng Thames. Ông chinh phục Isle of Wight và thung lũng Méon và đưa cho vua Æthelwealh của Nam Saxons. Ông cũng đã có ảnh hưởng ở Surrey, Essex và Kent. Ông kết hôn với Eormenhild, con gái của vua Eorcenberht của Kent.